# Nedre Framakselet
Nedre Framakselet är en sjö i Sorsele kommun i Lappland och ingår i Umeälvens huvudavrinningsområde. Sjön har en area på 0,92 kvadratkilometer och ligger 579,9 meter över havet. Nedre Framakselet ligger i Vindelfjällen Natura 2000-område. Sjön avvattnas av vattendraget Vindelälven.

## Delavrinningsområde
Nedre Framakselet ingår i det delavrinningsområde (734193-150547) som SMHI kallar för Utloppet av Nedre Framakselet. Medelhöjden är 768 meter över havet och ytan är 24,12 kvadratkilometer. Räknas de 31 avrinningsområdena uppströms in blir den ackumulerade arean 477,96 kvadratkilometer. Vindelälven som avvattnar avrinningsområdet har biflödesordning 2, vilket innebär att vattnet flödar genom totalt 2 vattendrag innan det når havet efter 431 kilometer. Avrinningsområdet består mestadels av skog (36 procent) och kalfjäll (57 procent). Avrinningsområdet har 1,12 kvadratkilometer vattenytor vilket ger det en sjöprocent på 4,6 procent.